# Onsbjerg Kirke

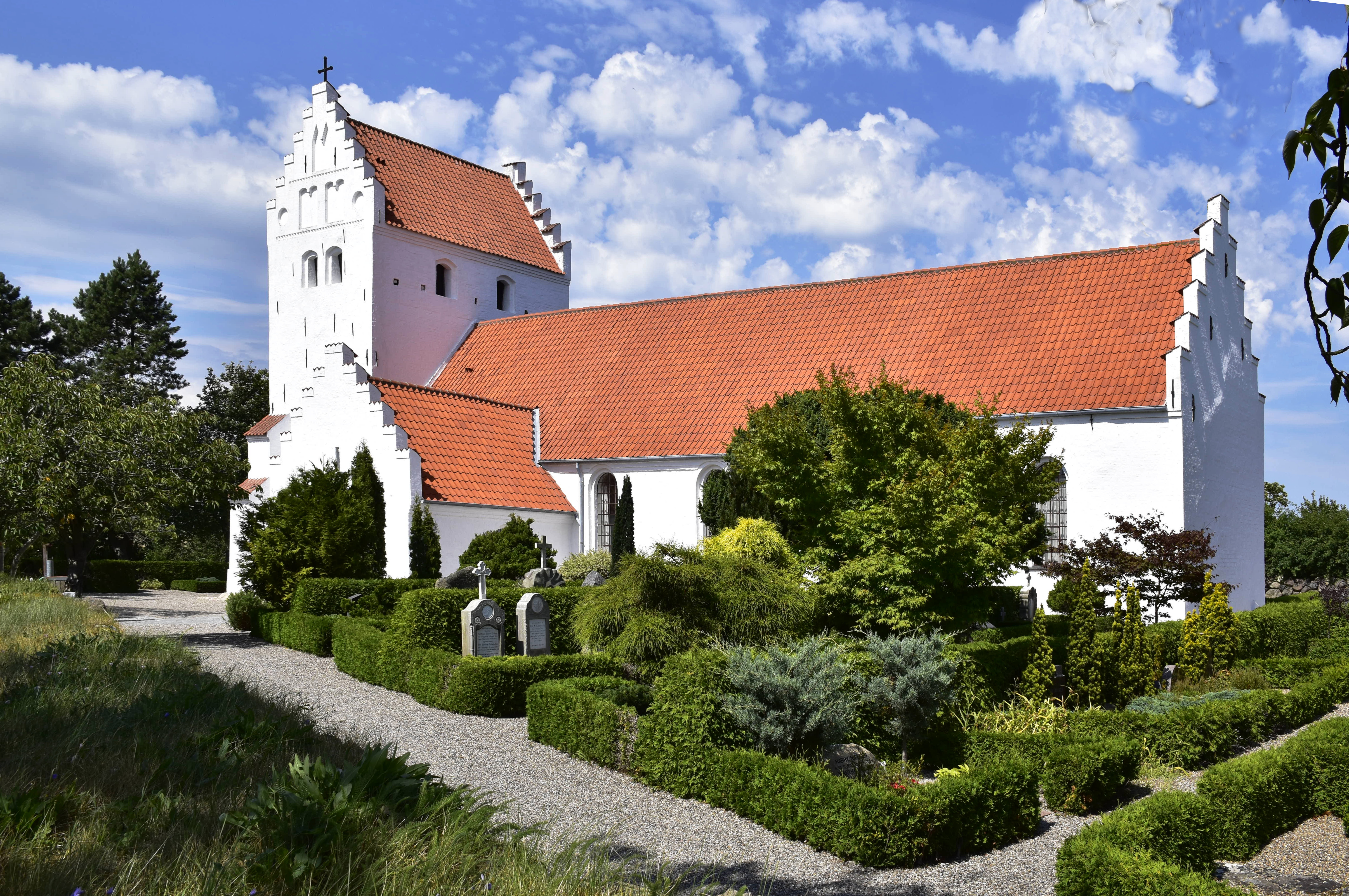
Kirche von Süden

Die Kirche von Onsbjerg ist eine evangelisch-lutherische Kirche im ehemaligen Kirchspiel Onsbjerg Sogn, heute ein Teil des Kirchspiels Samsø Sogn in der Gemeinde Samsø, Dänemark. Die weiß gestrichene Kirche liegt auf einem kleinen Hügel am westlichen Rand des Ortes.

## Kirchengebäude
Die romanische Kirche von Onsbjerg, vor der Reformation eine Heilig-Kreuz-Kirche, wurde im späten 13. Jahrhundert erbaut. Onsbjerg war damals der Hauptort der Insel Samsø. Die Kirche besteht aus einem spätromanischen Kirchenschiff und zwei Vorhallen, die im Norden und Süden an die Kirche angebaut sind und um 1450 errichtet wurden. Wie die Inschrift zu einem Fresko erzählt, wurde 1462 die Balkendecke durch ein vierjochiges Kreuzgewölbe ersetzt. Die Apsis des ursprünglichen Baus wurde zu Anfang des 16. Jahrhunderts durch den nur wenig schmaleren zweijochigen Chor ersetzt. Der Kirchturm ist spätgotisch und wurde etwa 1525 erbaut.

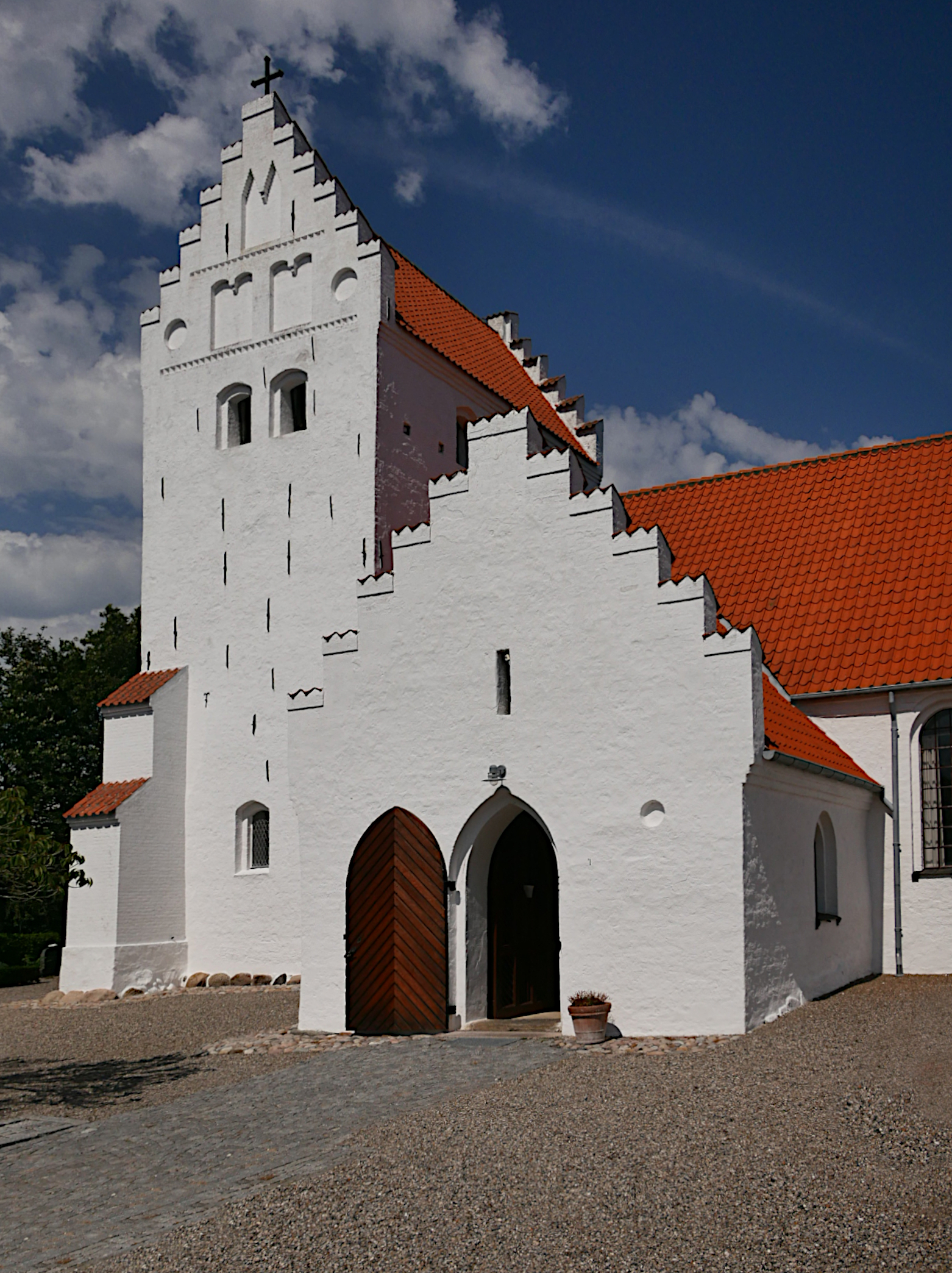
Südliche Vorhalle
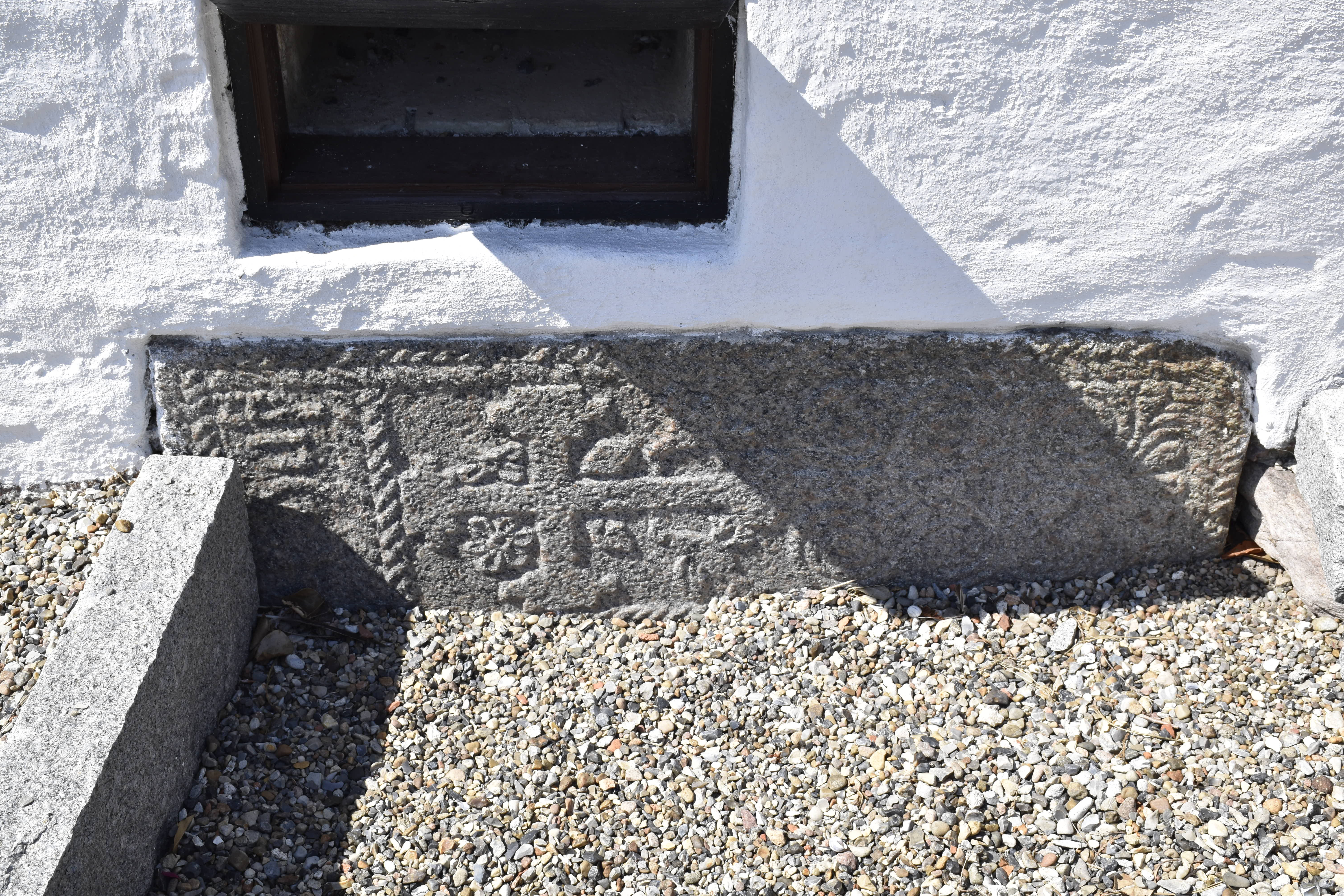
Grabstein an der Außenseite
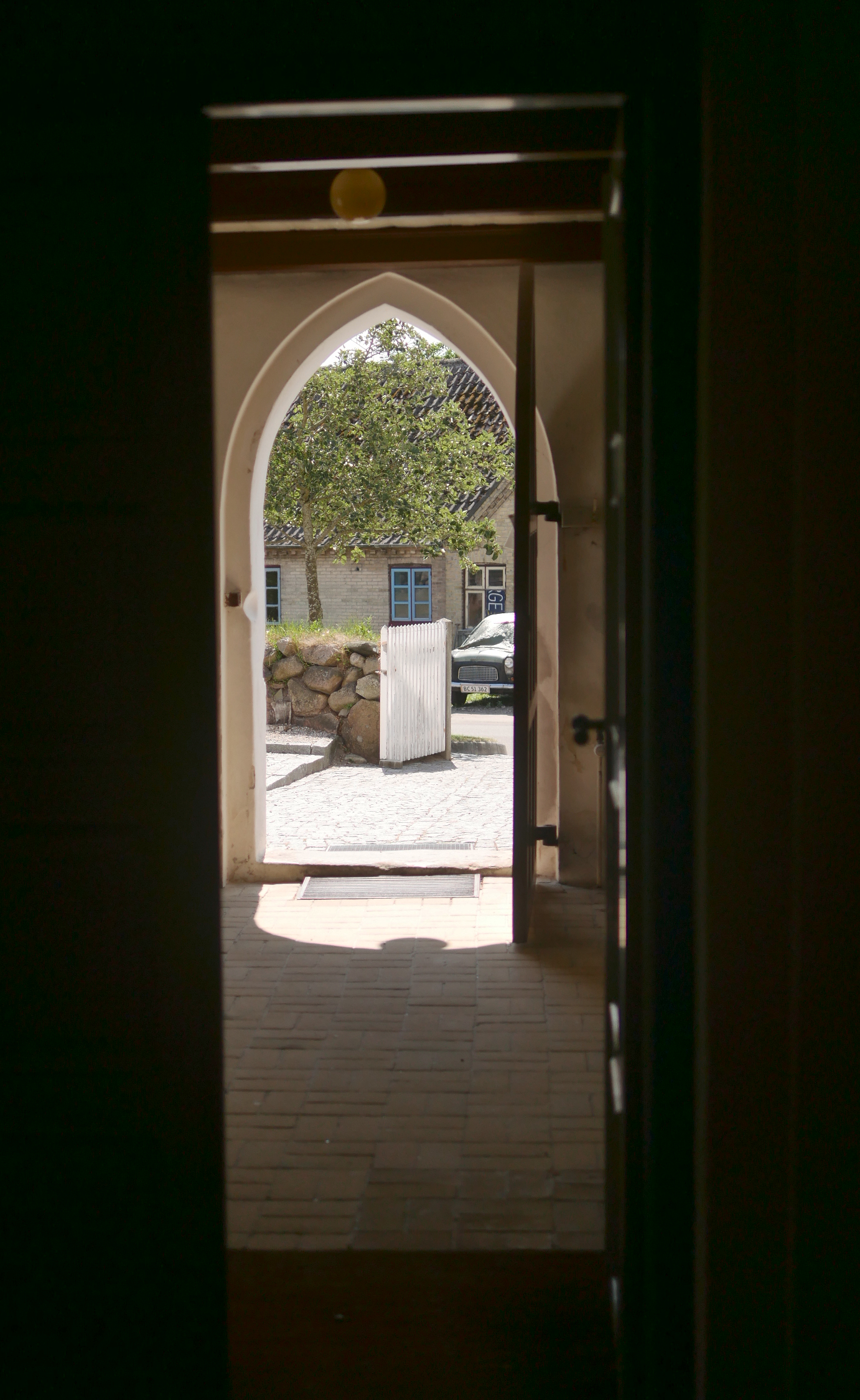
Vorraum
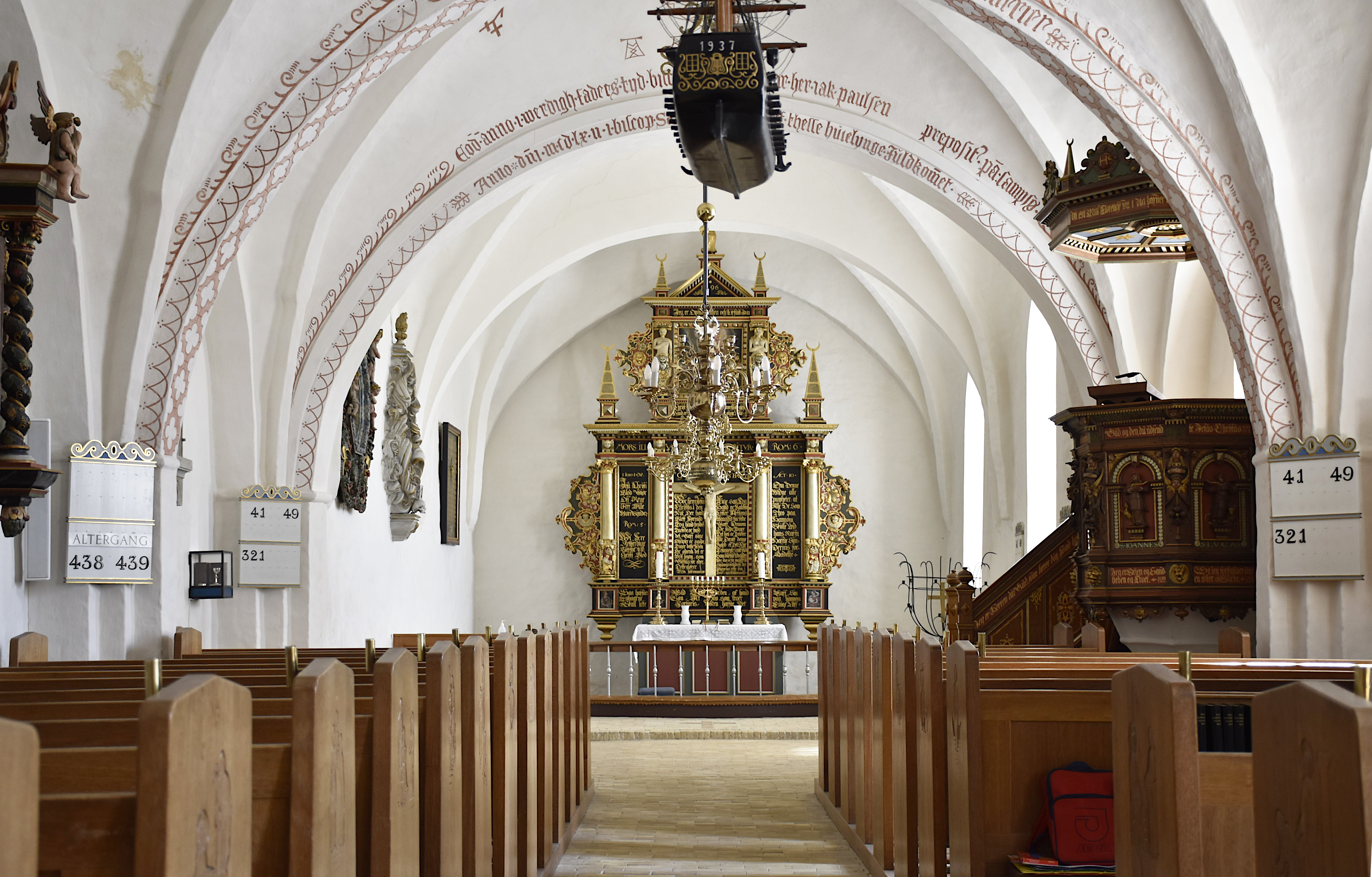
Innenraum

## Ausstattung
Das älteste Ausstattungsstück in der Kirche ist der romanische Taufstein. Die Taufschale wurde um 1650 in den Niederlanden gefertigt. Sie zeigt die Taufe Christi und besitzt eine Inschrift aus dem Jahr 1690.
Der zweistöckige Altaraufsatz ist ein Werk der Hochrenaissance. Oben auf dem Retabel befindet sich unter einem Engel eine dreieckige Kartusche mit der Jahreszahl 1596. Das obere Stockwerk zeigt ein Relief der Auferstehung Christi, eingerahmt von Adam und Eva. Im unteren Geschoss des Altars finden sich anstatt von Gemälden Texte, z. T. Bibeltexte, in goldener Schrift auf schwarzem Grund. In der Mitte befindet sich ein Kreuz mit einem 78 cm hohen Christus. Unten an den vier die drei Felder teilenden Säulen sind Reliefs der vier Evangelisten. Unter diesen und unterhalb des Frieses sind kleine Gemälde mit allegorischen Darstellungen der vier  evangelisch-christlichen Tugenden, nämlich Glaube, Gerechtigkeit, Liebe und Beharrlichkeit zu sehen.

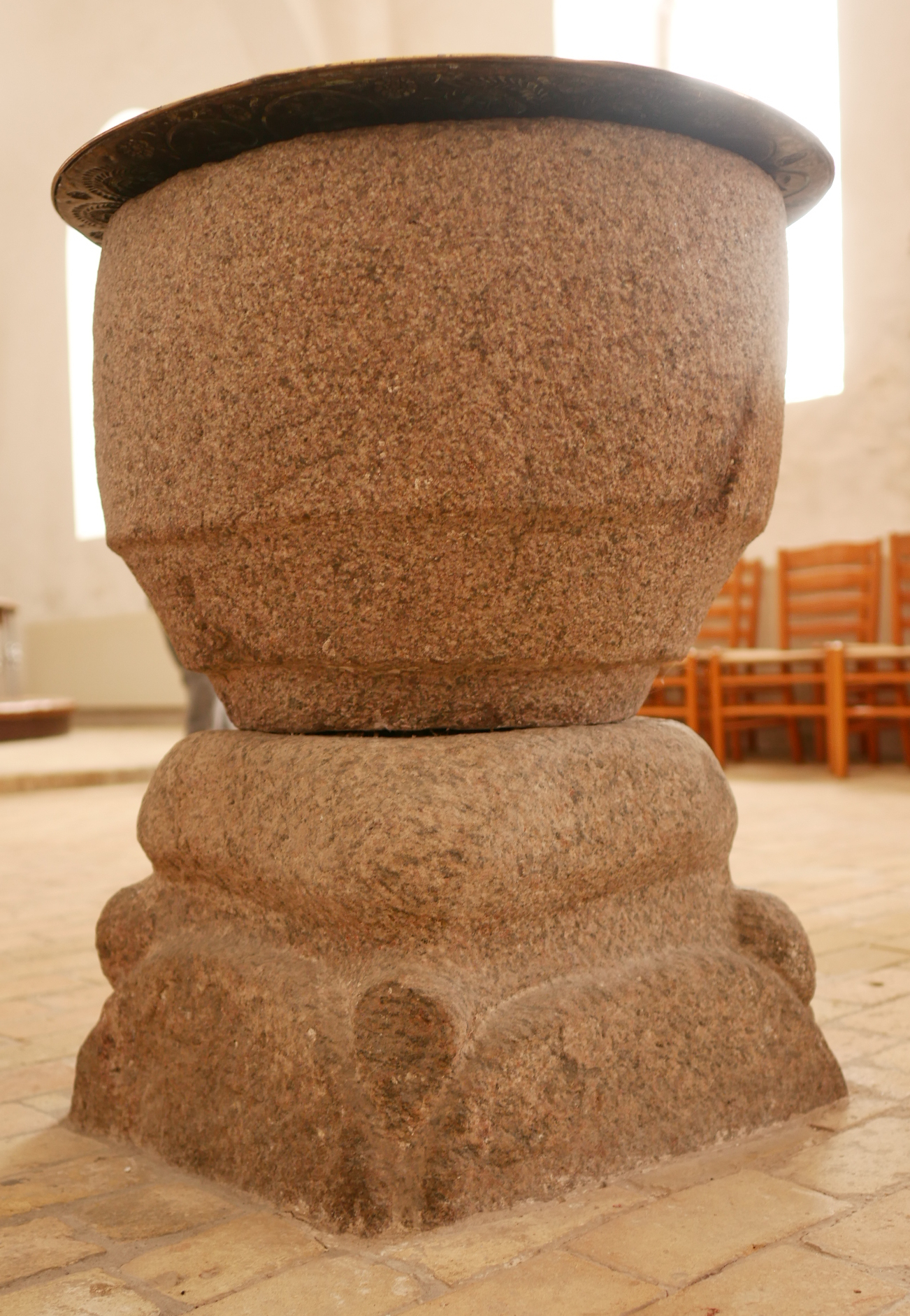
Taufstein
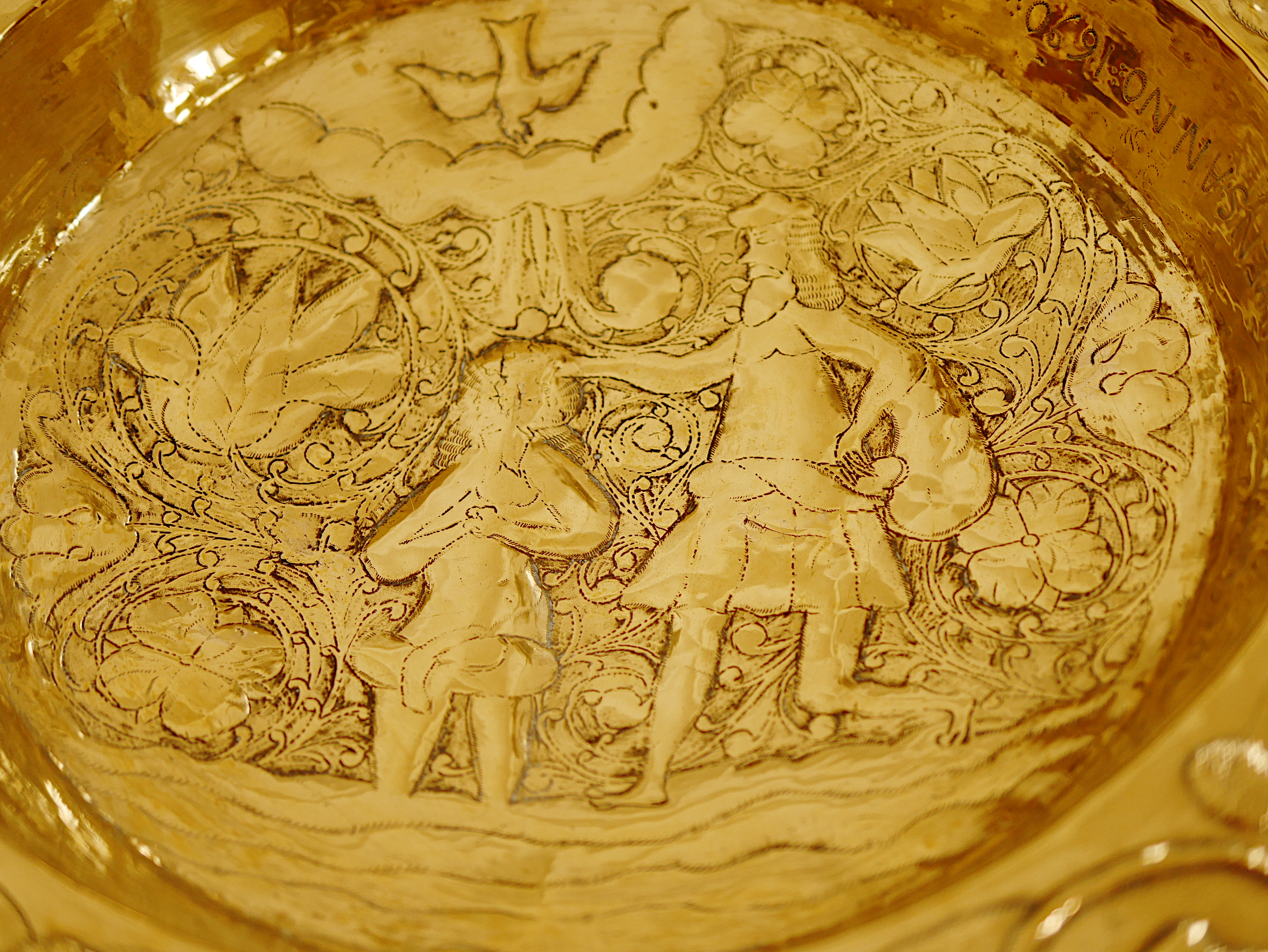
Taufschale
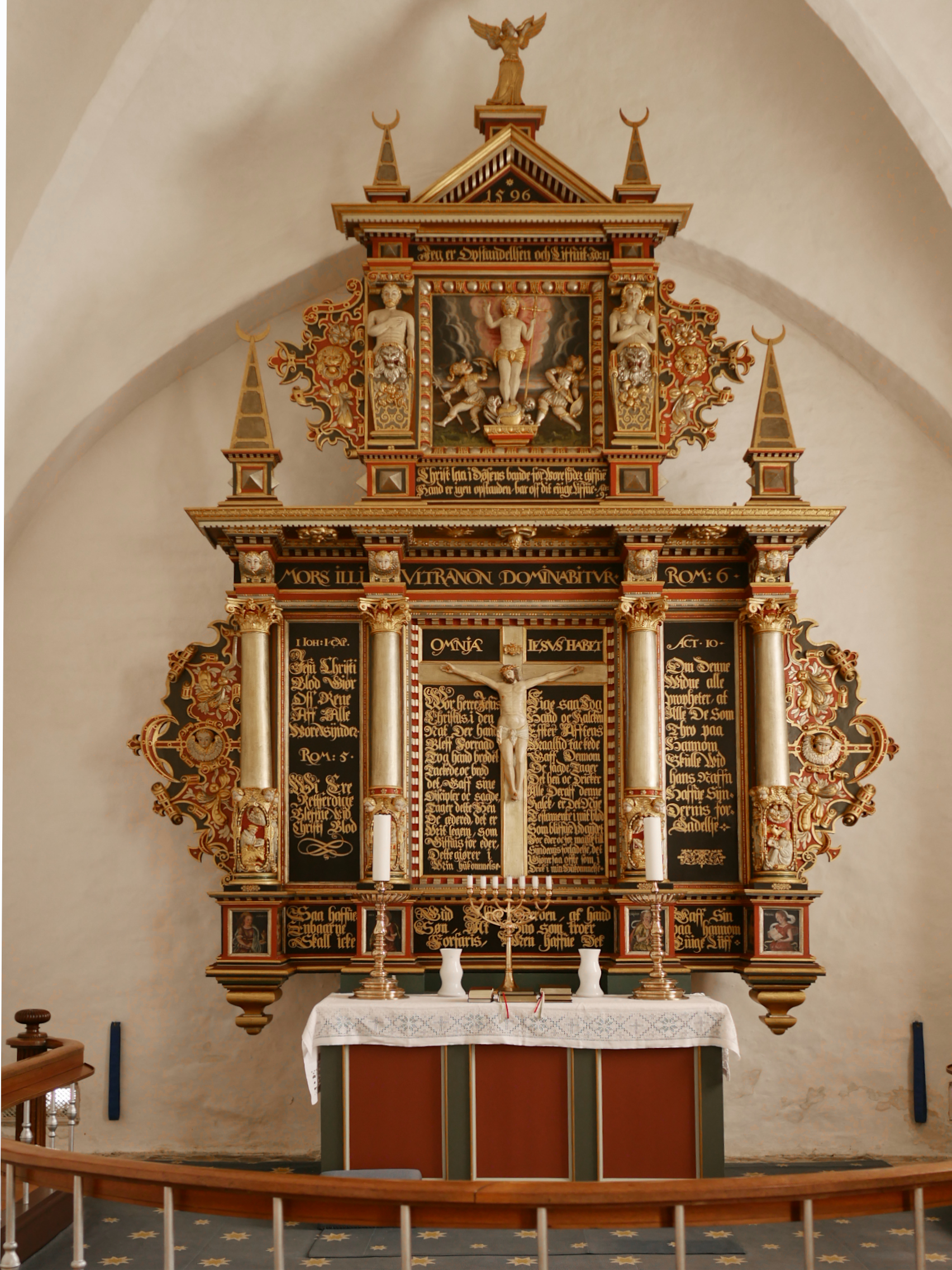
Altar
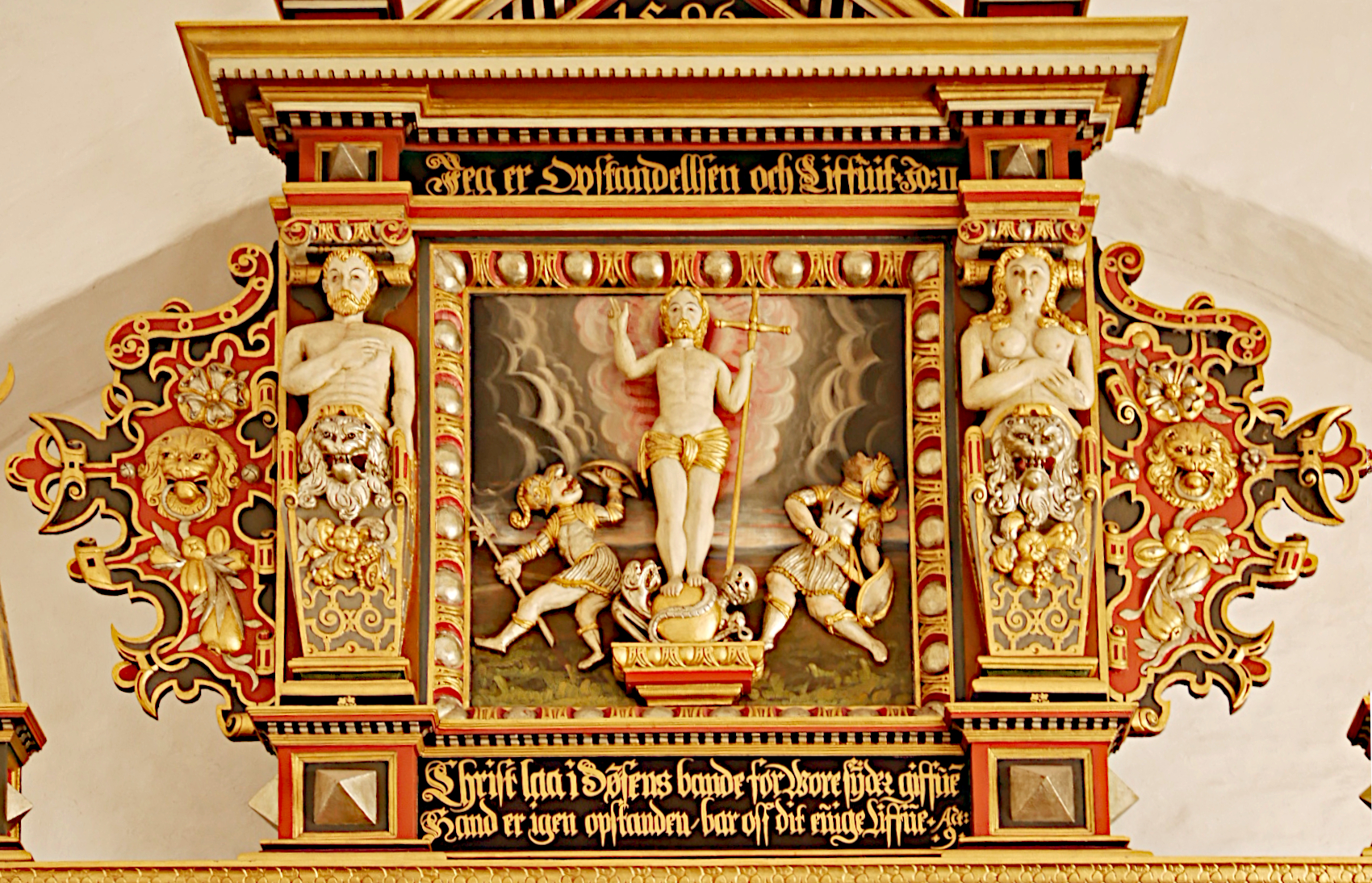
Altar Obergeschoss

Ebenfalls aus der Hochrenaissance stammt die zwischen 1610 und 1625 erschaffene Kanzel der Kirche. Die fünf Brüstungsfelder des Kanzelkorbs sind durch Säulen mit Hermen getrennt. In vier Feldern stehen vollplastische Figuren der Evangelisten zusammen mit ihren Attributen. Im mittleren Feld ist das königliche Wappen angebracht. Der Himmel des Schalldeckels bildet ein unregelmäßiges Achteck. Der Aufbau trägt neben vier Christusmonogrammen das des Königs Christian IV. als Stifters der Kanzel.
Die Kirche ist reich an mittelalterlichen Epitaphien. Neben einer Inschrift in Granit des sogenannten Kalundborg-Typs gibt es zwei romanische Grabsteine in der Ostwand des Chors. Weiterhin besitzt die sehr reich verzierte Kirche sechs schöne barocke Epitaphien aus Sandstein und Schiefer. In der Wand der Vorhalle befindet sich ein Grabstein und im Gedenkhain der Kirche liegen acht weitere Steine, die meisten aus dem 18. Jahrhundert.

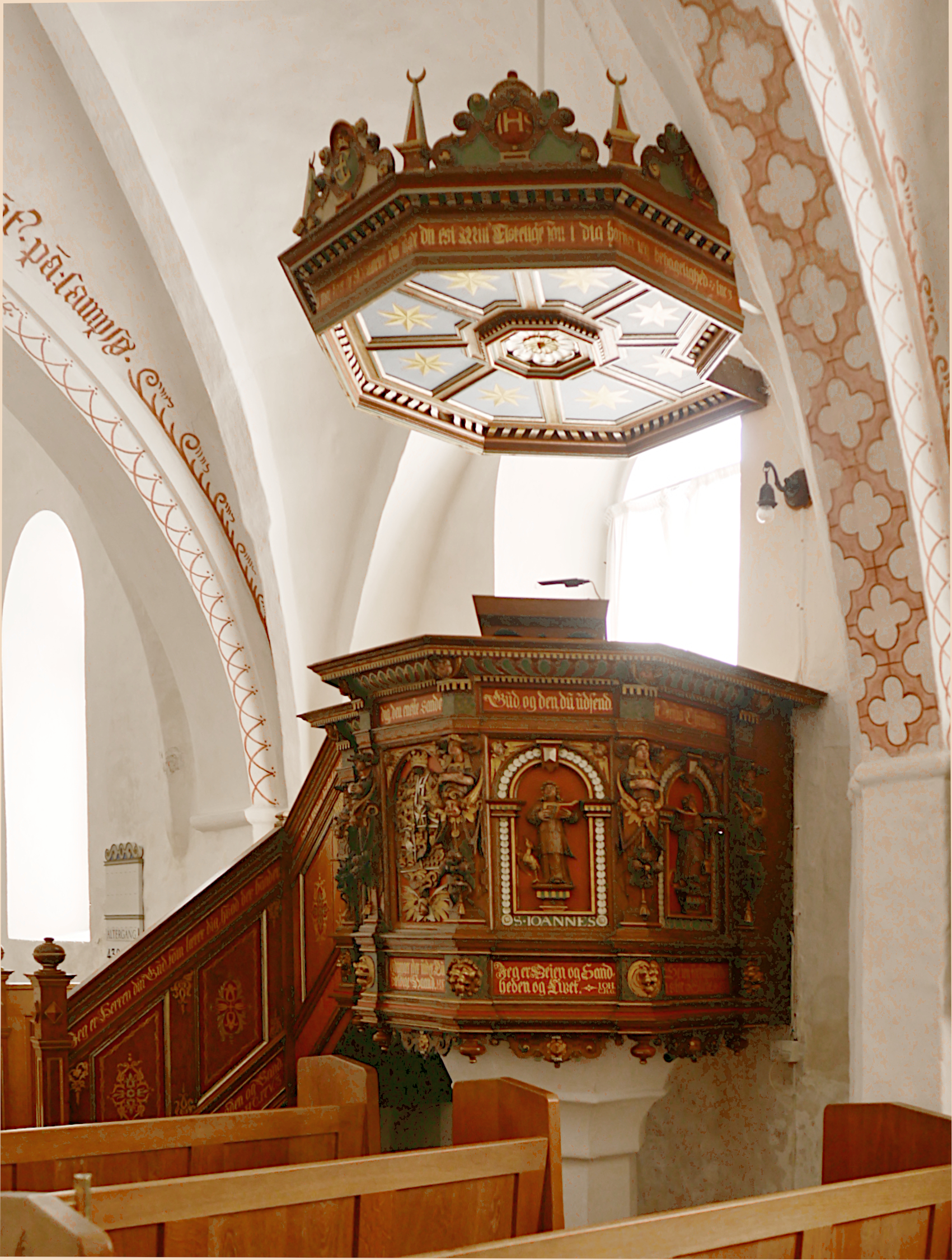
Kanzel
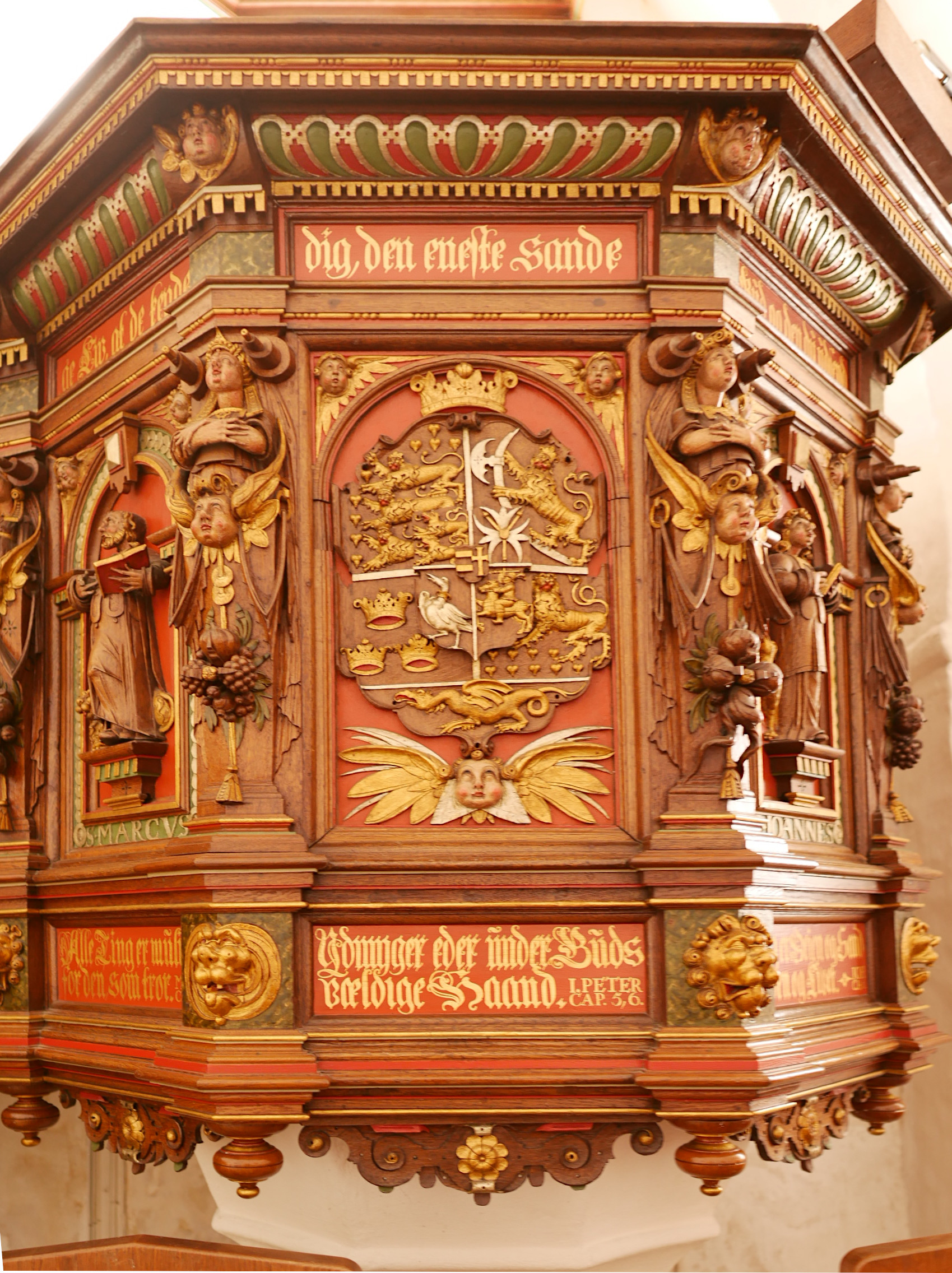
Kanzel, königliches Wappen
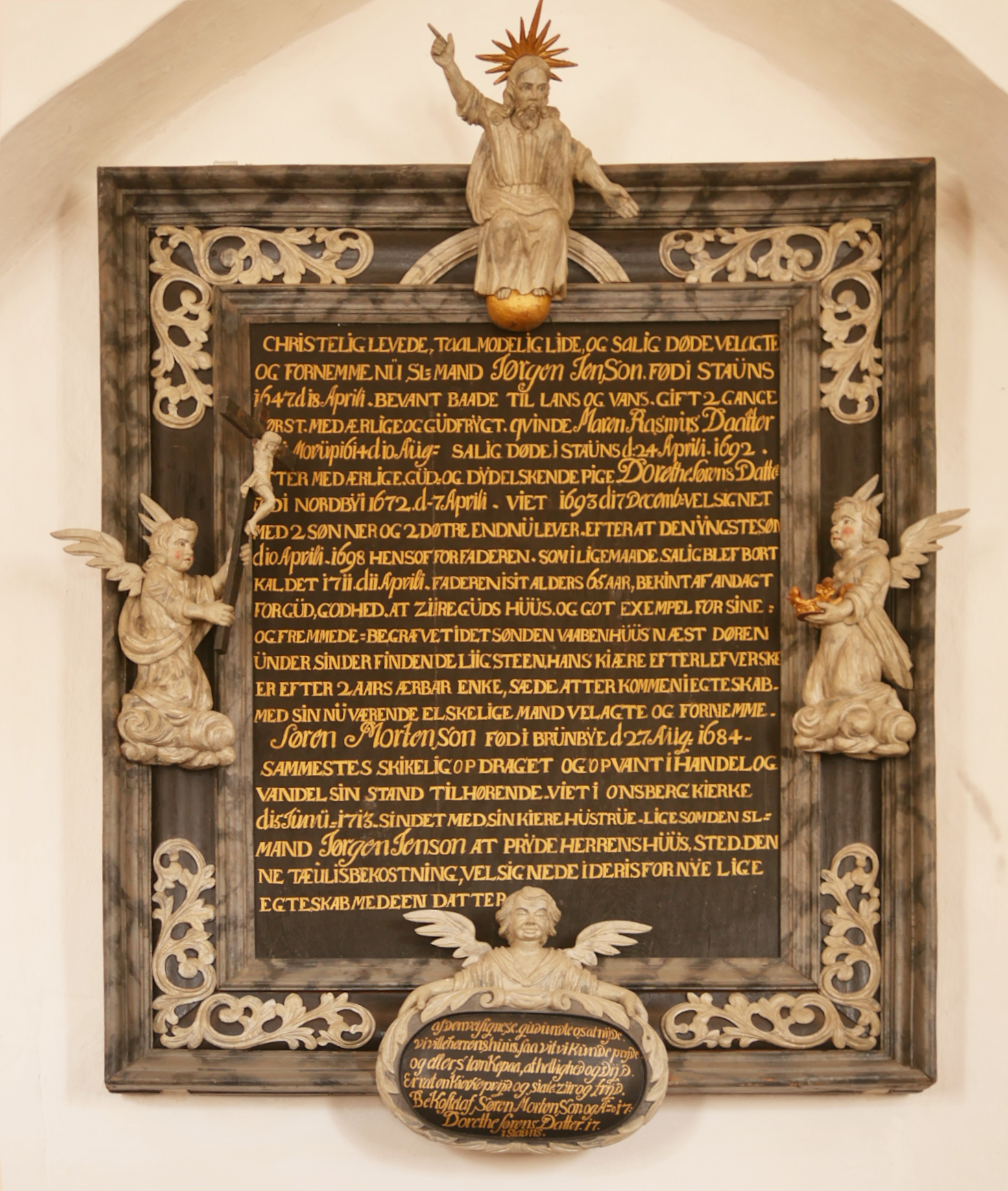
Epitaph
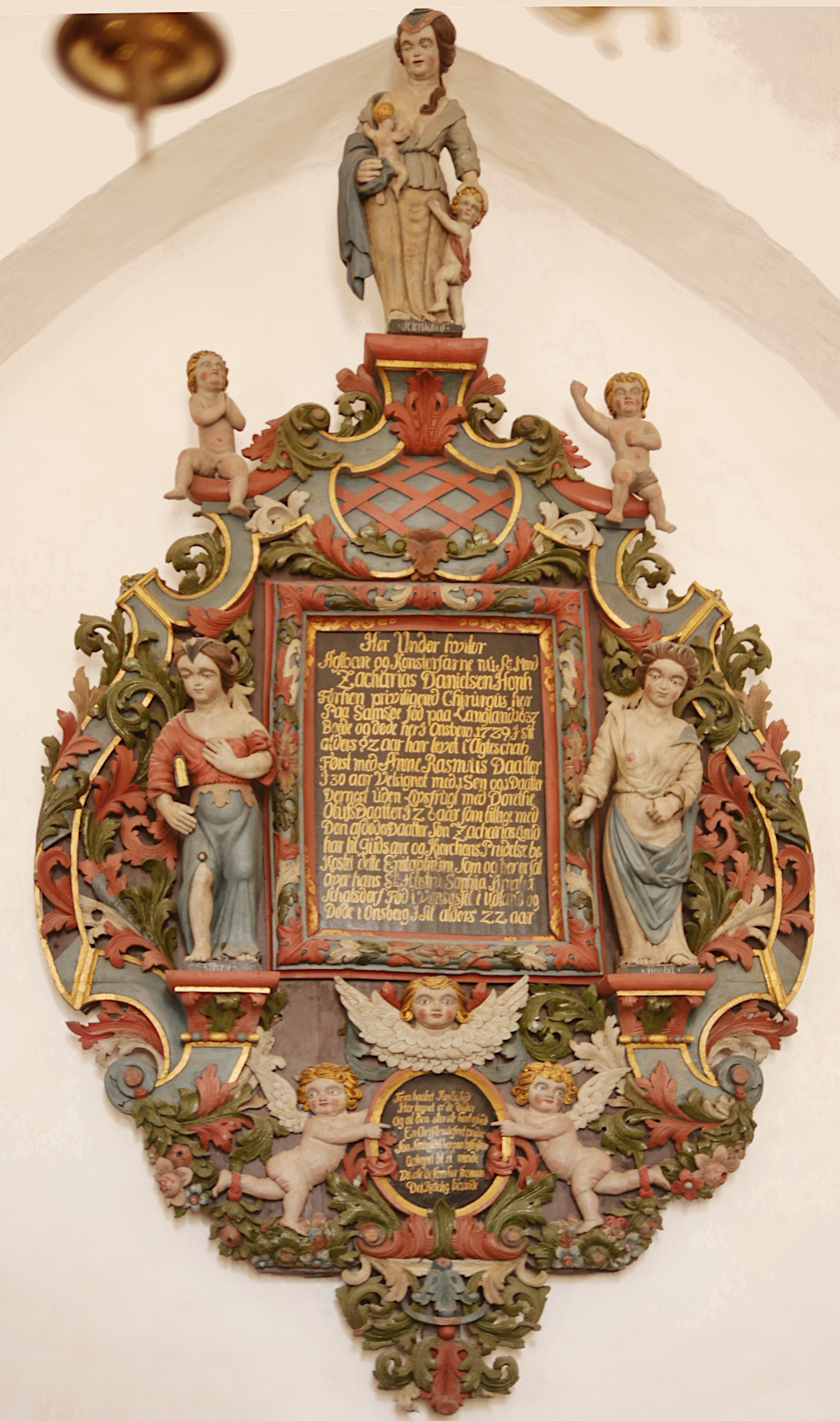
Epitaph
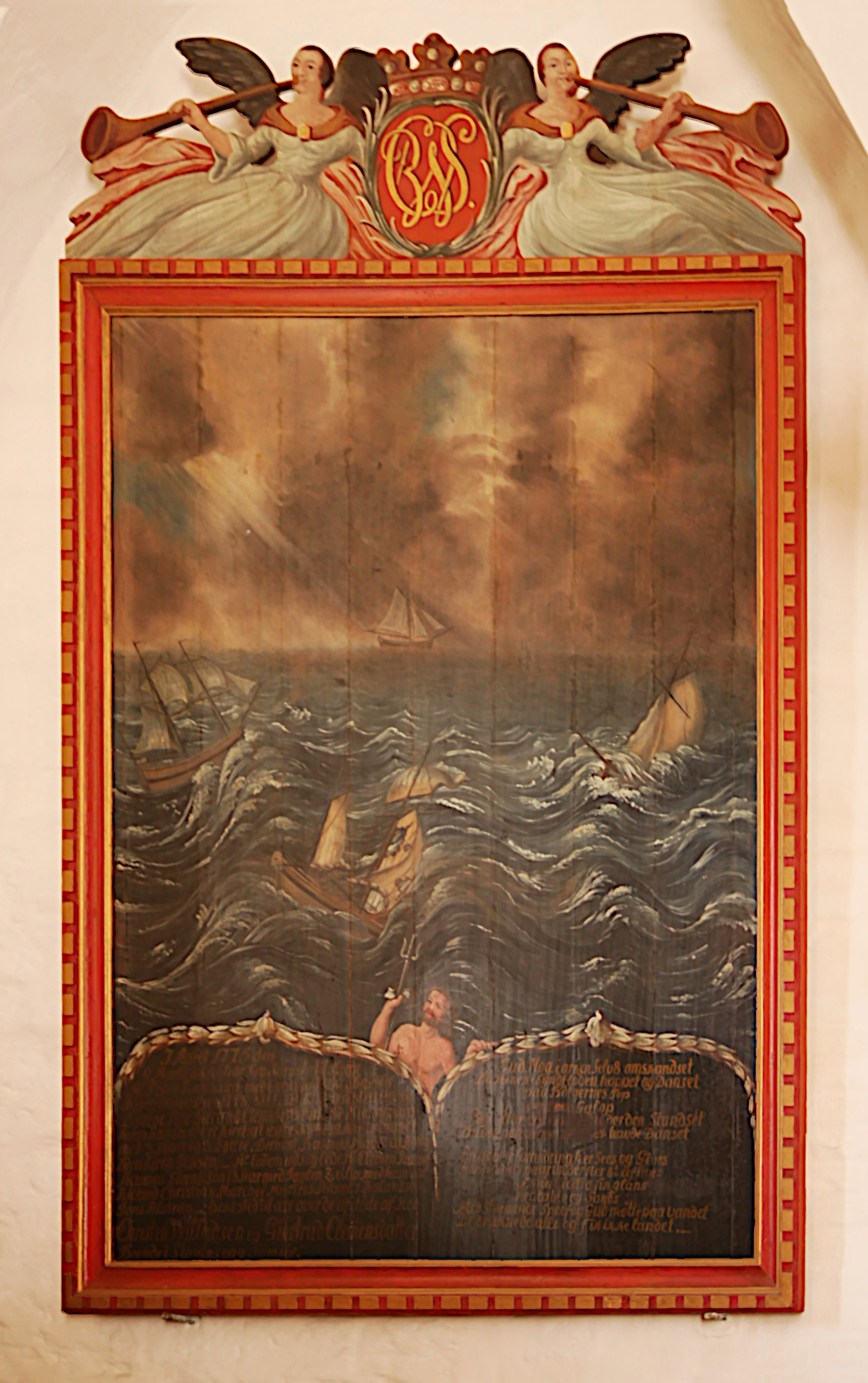
Gedenktafel

Die Gedenktafel an der Nordwand gedenkt dem jüngsten Sohn des Schiffers Rasmus Pedersen, der auf einer Reise nach Norwegen zusammen mit drei Kameraden ertrunken ist. Am unteren Bildrand ist der Meeresgott Neptun zu sehen. 
Die Orgel wurde 1966 von Th. Frobenius und Co. hergestellt. Sie hat sieben Stimmen, ein Manual und ein Pedal. Geplant ist (Stand 2022) eine Erweiterung mit einem fünfstimmigen Schwellwerk.

## Glocken
Die Kirche besitzt die älteste Glocke auf der Insel. Sie stammt aus dem Jahr 1628 und trägt die folgende Inschrift: „Af ilden er jeg udflydt, Felix Fuch’s har støbt mig i København 1628“. (Durch das Feuer bin ich geflogen, Felix Fuch's hat mich 1628 in Kopenhagen gegossen).

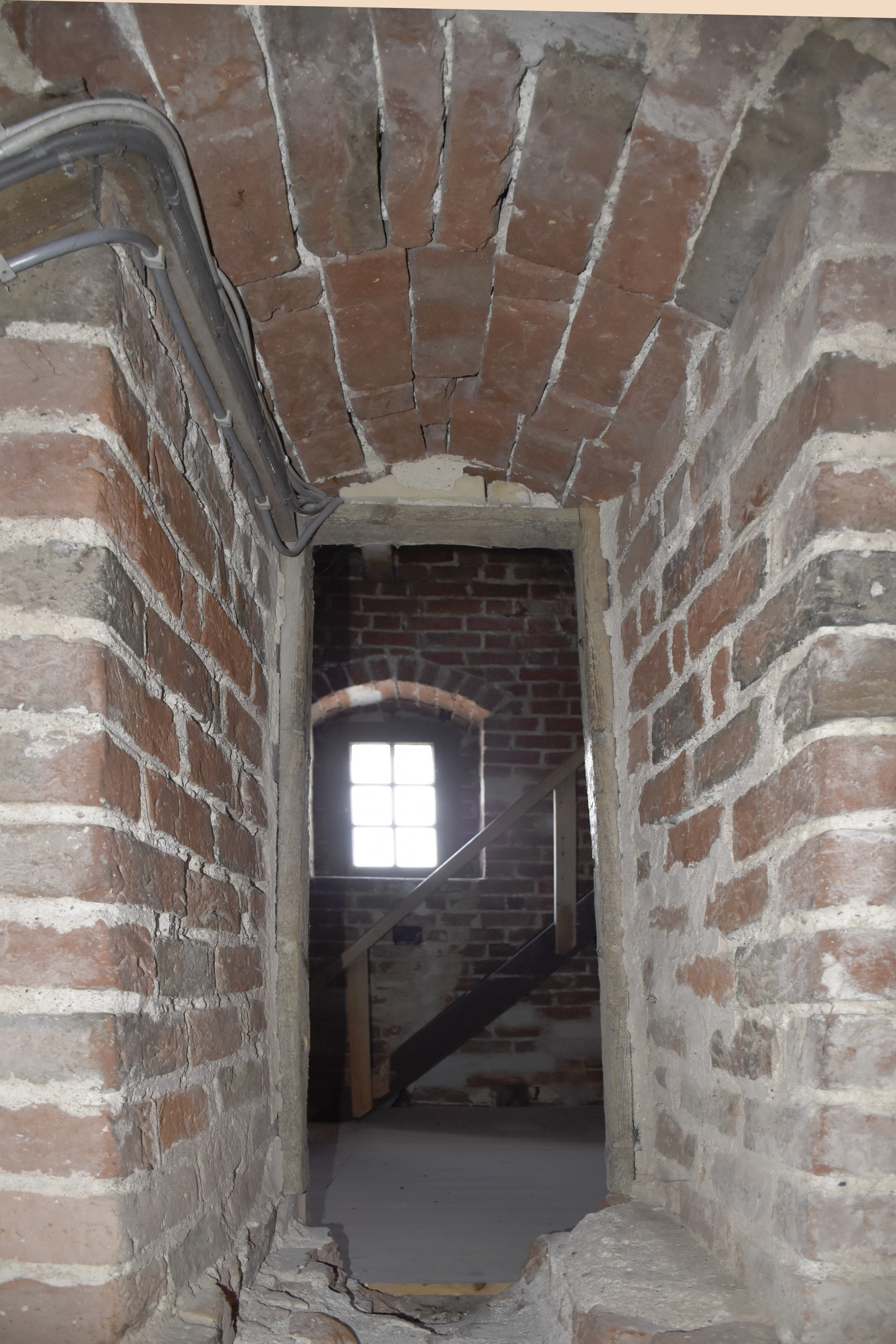
Aufgang zum Turm
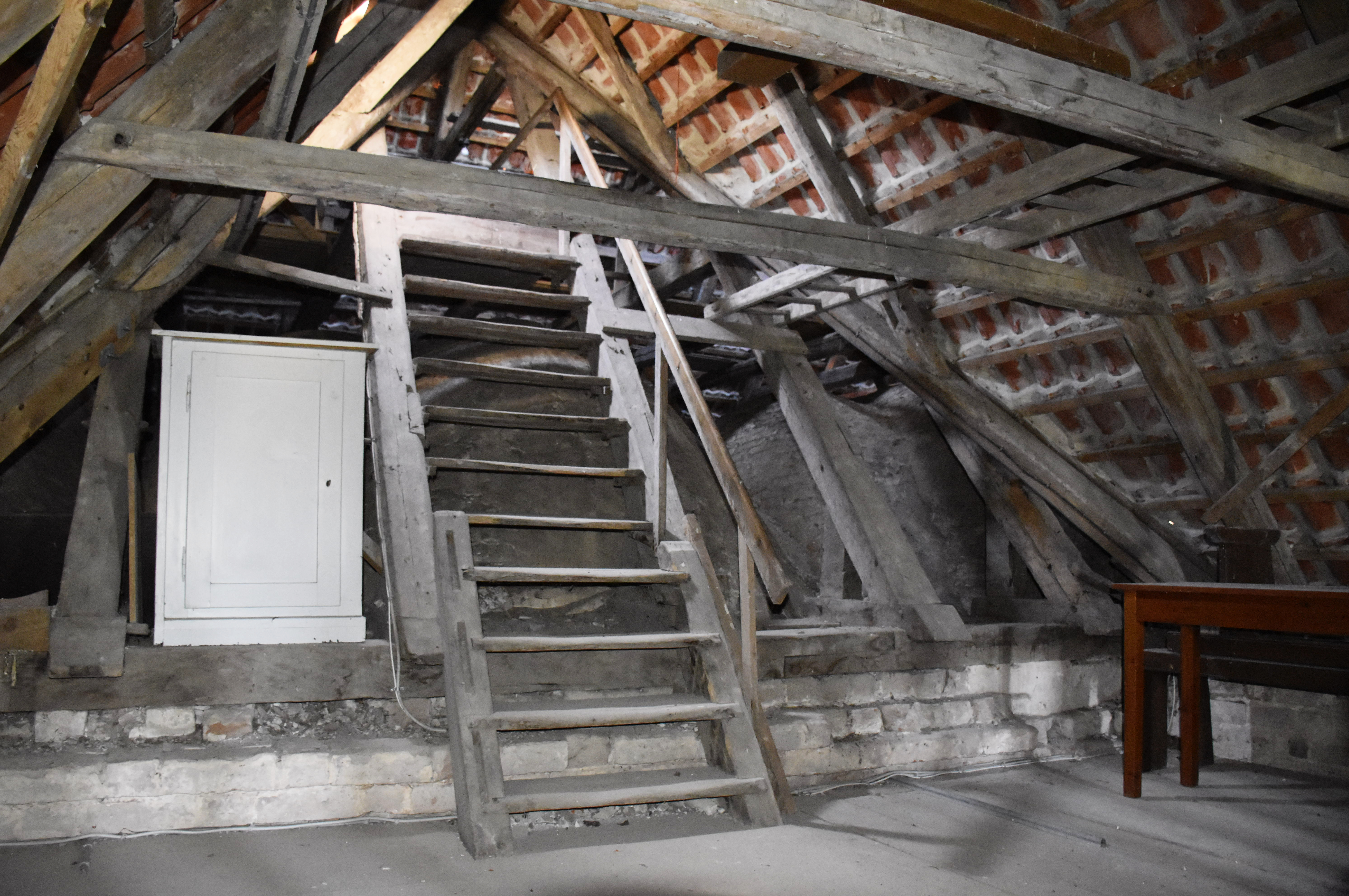
Dachstuhl und Leiter
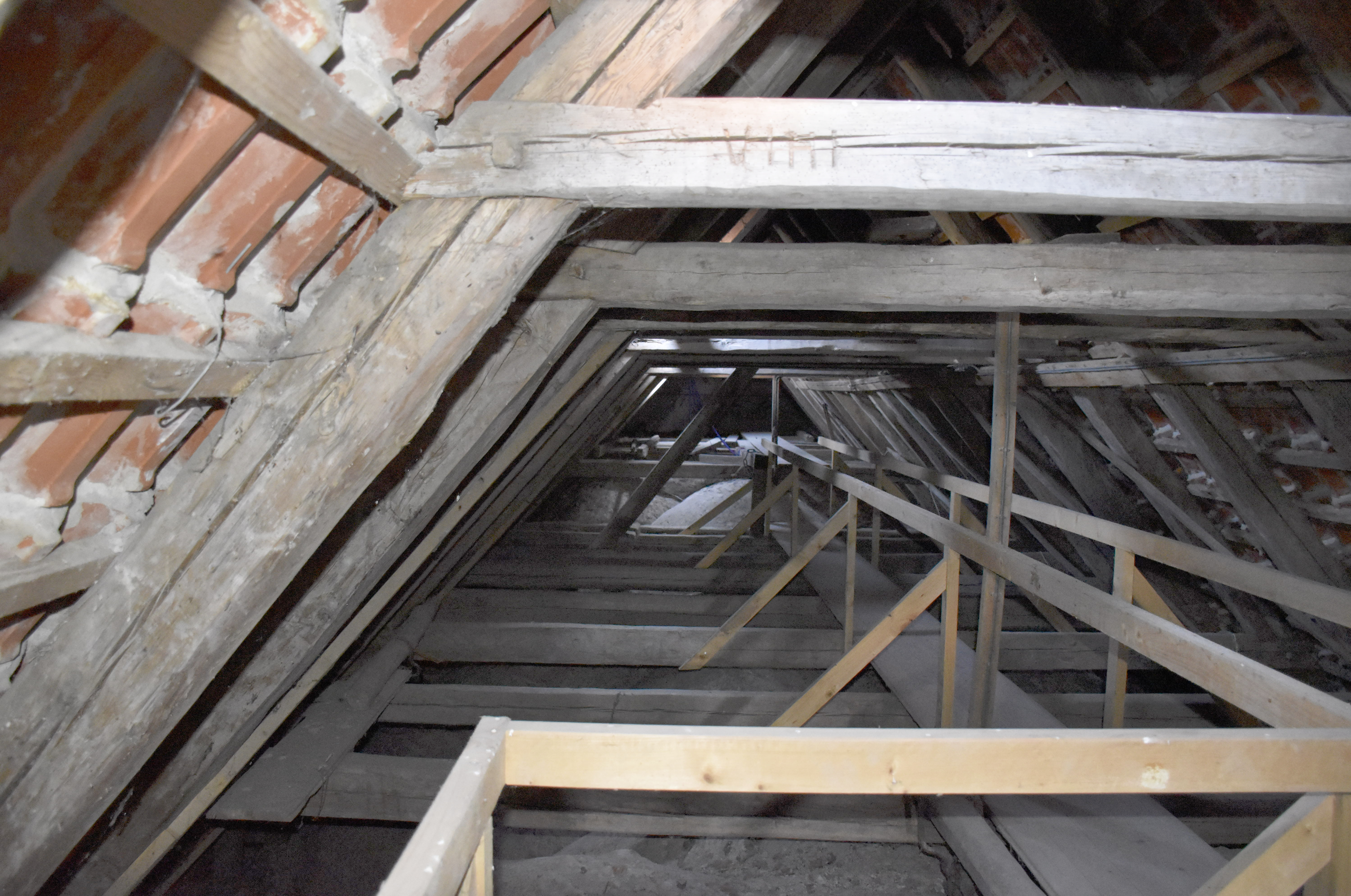
Dachstuhl
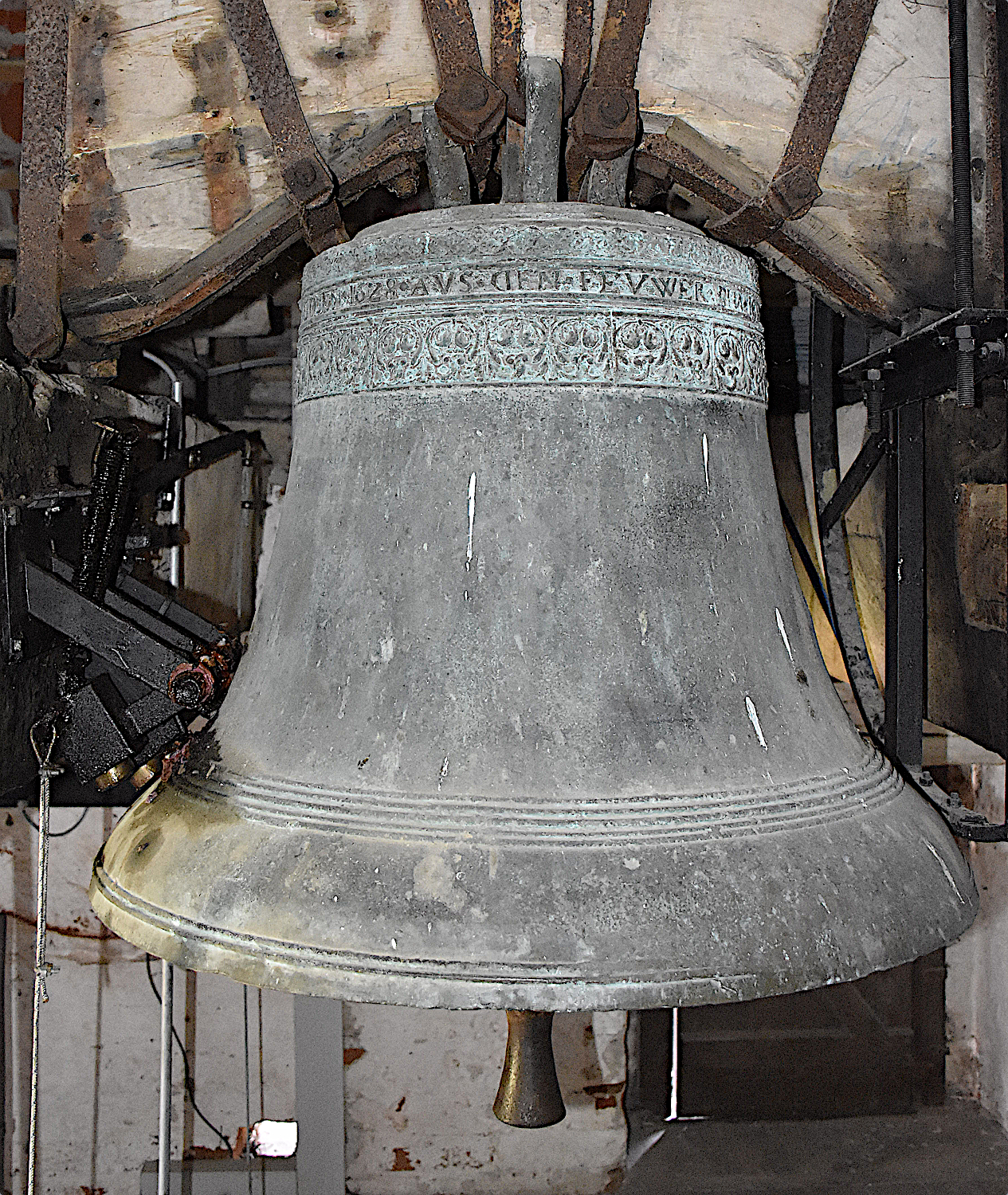
Glocke